# Magicicada cassini
Magicicada cassini là một loài côn trùng thuộc họ Cicadidae. Đây là loài đặc hữu của Hoa Kỳ.
Loài ve này có vòng đời 17 năm nhưng không thể phân biệt được với loài ve sầu Magicicada tredecassini có vòng đời 13 năm. Hai loài này thường được gọi chung là "ve sầu theo chu kỳ cassini" hoặc "ve sầu chu kỳ kiểu cassini." Không giống như các loài ve sầu theo chu kỳ khác, những con đực loại cassini có thể đồng bộ hóa hành vi tán tỉnh của chúng để hàng chục nghìn con đực cùng kêu và bay. Tên cụ thể cassinii là để vinh danh John Cassin, một nhà điểu học người Mỹ.

## Hình ảnh

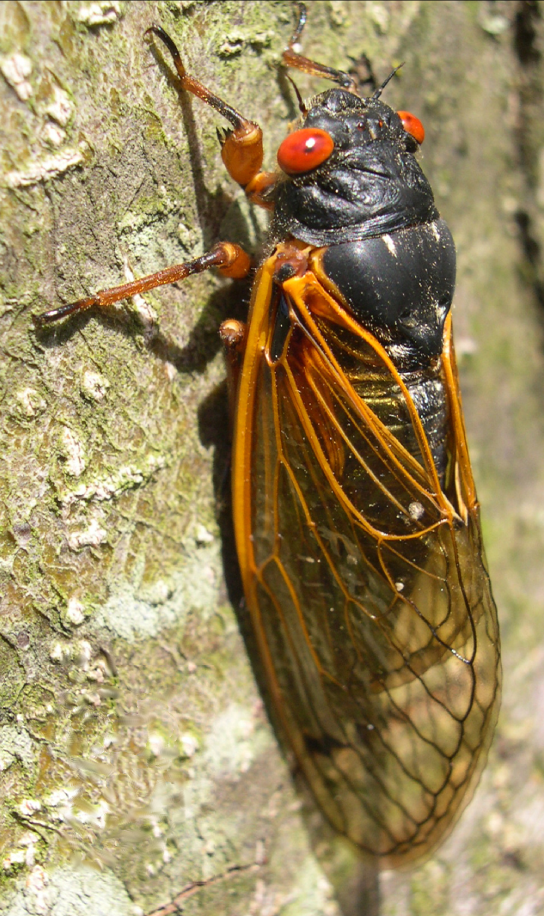
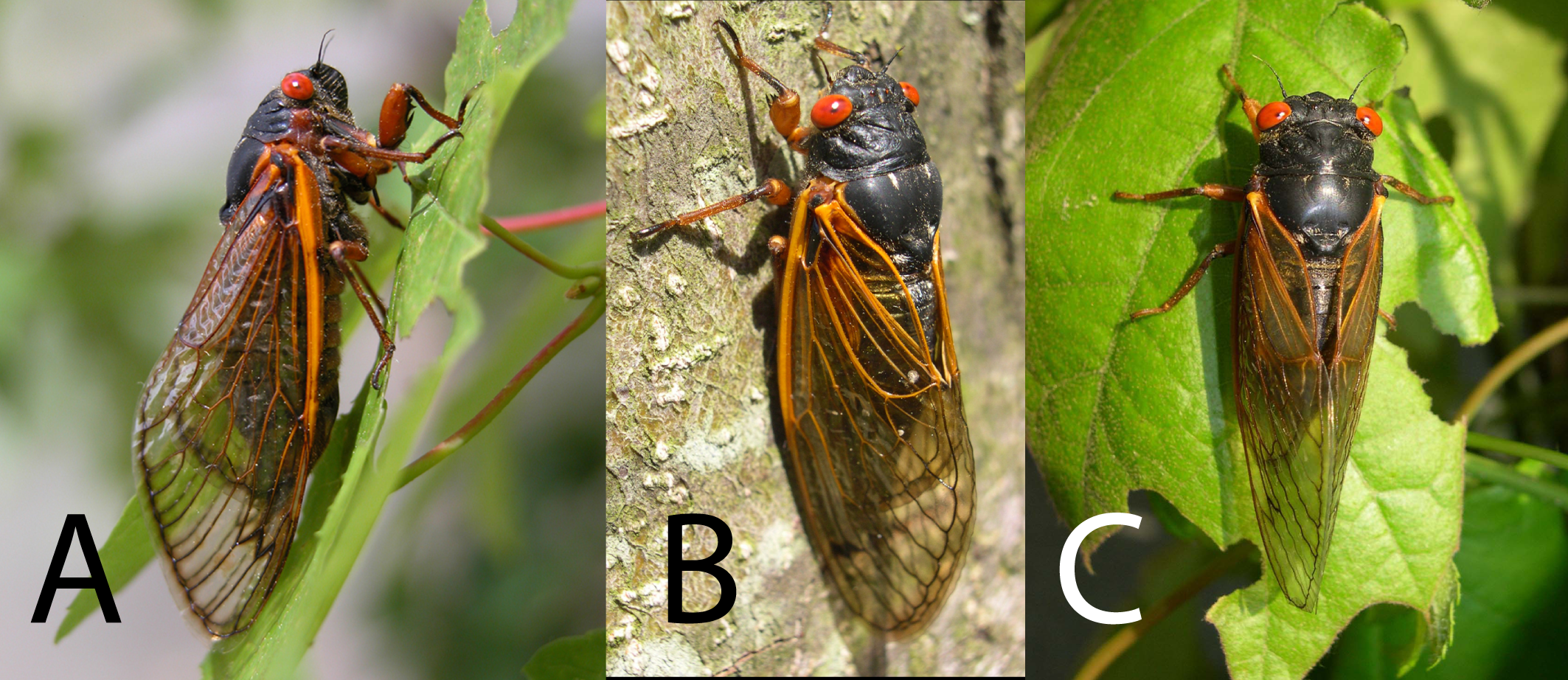
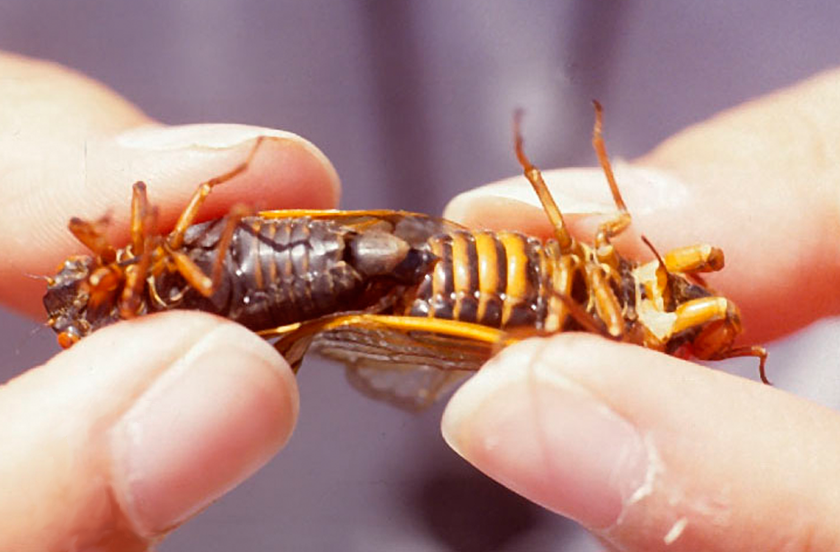